# Ribeira Grande (Azoren)
Ribeira Grande is een stad en gemeente in het Portugese autonome gebied en eilandengroep Azoren.
De gemeente heeft een totale oppervlakte van 180 km2 en telde 28.462 inwoners in 2001.
De stad heeft circa 5300 inwoners.

## Plaatsen in de gemeente
- Calhetas
- Conceição (Ribeira Grande)
- Fenais da Ajuda
- Lomba da Maia
- Lomba de São Pedro
- Maia
- Matriz (Ribeira Grande)
- Pico da Pedra
- Porto Formoso
- Rabo de Peixe
- Ribeira Seca
- Ribeirinha
- Santa Bárbara
- São Brás